# Nina (série télévisée, 2014)
Pour les articles homonymes, voir Nina.
Nina est une série télévisée médicale française en 56 épisodes de 50 minutes créée par Alain Robillard et Thalia Rebinsky. Elle est diffusée, en Belgique, depuis le 1er février 2015 sur La Une, en France, entre le 17 juin 2015 et le 9 juin 2021 sur France 2.

## Synopsis
Nina est une nouvelle infirmière dans le service de médecine interne dirigé par son ex-mari le Dr Antonakis. À 39 ans, fille de médecin, elle reprend le travail après s'être occupée de sa fille Lily, malade d'un cancer. Mais plutôt que de continuer ses études de médecine, elle choisit de devenir infirmière pour être plus proche des patients. Forte de son expérience et de sa maturité, elle ne se laisse pas impressionner par les médecins. L’hôpital Madeleine Brès va être le lieu de sa reconstruction, professionnelle et personnelle.

## Distribution

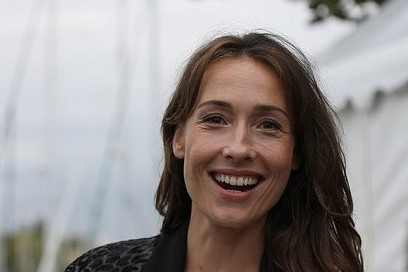
L'actrice principale Annelise Hesme au Festival TV de la Rochelle 2016

### Acteurs principaux
- Annelise Hesme : Nina Auber, infirmière stagiaire, puis titulaire dite Machine
- Grégoire Bonnet : Dr Samuel Proust, médecin interniste, puis chef du service de médecine interne
- Thomas Jouannet : Dr Costa Antonakis, chef du service de médecine interne, ex-mari de Nina
- Léa Lopez puis Ilona Bachelier : Lily Antonakis
- Nina Mélo : Leonnie « Leo » Bonheur, infirmière
- Alix Bénézech : Dorothée Ariès, élève infirmière, puis infirmière dite Barbie
- Véronique Viel : Maud, la radiologue
- Clément Moreau : Dr Kévin Heurtaud, interne puis médecin dit le Poupon (saisons 1,2,4 et 5 - invité saison 3)
- Muriel Combeau : Gabrielle Vidal, Cadre de Santé (saisons 2 à 6)
- Farid Elouardi : Dr Djalil Bensaïd, chef du service de psychiatrie (saisons 1 à 5)
- Stéphane Fourreau : Pascal N'Guyen, directeur de l'hôpital (saisons 1 à 4)
- Julien Boisselier : Dr Paul Smireni (saisons 4 et 5)
- Amaury de Crayencour : Hugo Delaunay, médecin urgentiste (saison 5 et 6)
- Marie Vincent : Nadine Leroy, Cadre de Santé  (saisons 1 et 2) (décédée par suicide)
- Benjamin Egner : Raphaël Melville, le nouveau directeur de l'hôpital (saison 5 et 6)
- Sophie-Charlotte Husson : Caroline Bergman, chef du service de médecine interne (saison 3)
- Cédric Ben Abdalla : Julien Di Maggio, infirmier (saison 3)
- Sauce Ena : Aurélia, interne (saison 4)
- Alexia Barlier : Dr Hélène Maurier, pédiatre, compagne du Dr Antonakis (saison 1)
- Charline Paul : Clémence, dite La Mouflette, interne (saison 3)

### Acteurs secondaires
- Ambroise Michel : Fred, l'ex-compagnon de Leo, puis le compagnon de Dorothée (saisons 1 à 6)
- Marie-Christine Adam : Gloria Auber, la mère de Nina (saisons 1 à 6)
- Jean-François Garreaud : Antoine Auber, le père de Nina (récurrent saisons 1 et 3, invité saison 2 et 4)
- Maël d'Almeida (saison 1) / Roman Magloire (saisons 2 à 4) : Néo, le fils de Leo
- Alexandre Tacchino : William « Will », le petit-ami de Lily (invité saisons 1 et 2)
- Édouard Collin : Capitaine Nicolas Bourget, patient de l'hôpital, puis petit-ami de Léo (saison 2, épisodes 2 à 6)
- Christian Vadim : Marc, le voisin de Nina (saison 4, épisodes 3 à 10)
- Baptiste Carrion-Weiss : Lucas, le fils de Marc (saison 4, épisodes 3 à 10)
- Jérémie Duvall : Steve, patient du Dr Smireni (saison 4, épisodes 5 à 10)
- Pauline Briand : Joana, patiente du Dr Smireni et petite-amie de Steve (saison 4, épisodes 6, 7, 9 et 10)
- Michèle Moretti : Jeanne, la mère du Dr Proust (saisons 4 et 5)
- Isabelle Desplantes: Professeur Lecoultre (saison 4, épisode 10; saison 5)

## Production

### Développement
Les séries médicales françaises n'avaient jusqu'alors jamais vraiment trouvé leur public, que ce soit sur TF1 (L'Hôpital ou Interventions) ou France 2 (La Kiné ou Le Cocon, débuts à l'hôpital), au contraire de leurs consœurs américaines (Urgences, Dr House ou Grey's Anatomy). Avec Nina, la chaîne fait une nouvelle tentative pour imposer ce genre. Les créateurs, Alain Robillard et Thalia Rebinsky, décident alors de se démarquer en ne parlant pas de médecins opérant des cas chirurgicaux complexes ou en ne cherchant pas à créer de grosses catastrophes meurtrières et se concentrent sur les infirmières.  Le choix de la productrice Laurence Bachman pour le rôle du personnage principal se porte rapidement sur Annelise Hesme. Cette dernière a de plus l'avantage d'avoir de la famille dans le domaine médical, dont sa tante, infirmière anesthésiste.  Chaque épisode est construit autour de deux cas médicaux, à la manière de séries policières américaines comme Les Experts. Selon les créateurs, la série, au départ proche d'une comédie, a lentement évolué vers « un drama féministe et social, sérieux et parfois même engagé ». De plus, la vie privée des héros, mais aussi des patients, a pris une part plus importante que prévu, se rapprochant de Grey's Anatomy. La volonté de faire de Nina un personnage féminin fort est inspirée de la série américaine The Good Wife.  Avant même la diffusion de la série en France (en juin 2015), une deuxième saison est quasiment écrite en totalité et prête à être tournée à la rentrée. Cela permettra de proposer cette nouvelle saison seulement un an après la première. Une troisième saison est diffusée à partir d'octobre 2017. Un succès inhabituel pour une série médicale française, alors que les précédentes tentatives avaient échoué.  Lors du Festival Séries Mania de Lille, en mars 2019, Annelise Hesme, l'interprète de Nina, explique que la série se clôturera après la saison 6, qui sera diffusée en 2020 et qui, contrairement aux précédentes, ne comptera que six épisodes, au lieu de dix ou douze.

### Tournage
Le tournage de la première saison a lieu d'avril à juillet 2014 à l’hôpital de Villeneuve-Saint-Georges (Val-de-Marne). Le onzième étage de l'établissement, désaffecté et en attente de rénovation, est spécialement aménagé pour permettre aux équipes d'y tourner. La production utilise également les autres équipements de l'hôpital (bloc opératoire, scanner…) sans avoir à les louer et le personnel de l'hôpital fait de la figuration.

### Fiche technique
- - Titre : Nina
  - Création : Alain Robillard et Thalia Rebinsky
  - Réalisation : Nicolas Picard-Dreyfuss, Éric Le Roux
  - Direction artistique : Alain Robillard
  - Scénario : Alain Robillard et Thalia Rebinsky
  - Décors : Olivier Jacquet
  - Musique : Christophe La Pinta
  - Production : Laurence Bachman et Christine Palluel
  - Sociétés de production : Barjac Production, Telfrance, Be-Film, RTBF, avec la participation de France Télévisions et TV5 Monde
  - Pays d'origine :  France
  - Langue originale : français
  - Format : 16:9 - HDTV
  - Genre : Médical, Comédie, Drame
  - Nombre de saisons : 6
  - Nombre d'épisodes : 56
  - Durée : 52 minutes

## Épisodes

### Première saison (2015)
La première saison, composée de huit épisodes, est diffusée en Belgique du 1er au 22 février 2015 sur La Une, et en France du 17 juin au 8 juillet 2015 sur France 2.
1. La Rentrée
2. Pour le meilleur et pour le pire
3. Bleus au cœur
4. À son image
5. Sortie de route
6. Qui trop embrasse
7. Solitudes
8. La dernière épreuve

### Deuxième saison (2016)
La saison 2, composée de dix épisodes, est diffusée en Belgique du 19 mai au 16 juin 2016 sur La Une et à partir du 28 septembre en France, sur France 2.
1. Le lendemain de la veille
2. Deuxième chance
3. Mauvaise blague
4. Reconstruction
5. L'hôpital et ses fantômes
6. Sous le choc
7. Maternités
8. Papa, où t'es ?
9. Sur le ring
10. Auf wiedersehen

### Troisième saison (2017)
À la suite des bonnes audiences réalisées lors de la saison précédente, une saison 3 est diffusée depuis le 18 octobre 2017 sur France 2.
1. Mauvaises ondes
2. Un dernier verre
3. Forts comme la vie
4. Une étrange absence
5. Love Song
6. La vie devant eux
7. Retour de flammes
8. Résonances
9. Celui qui n'a jamais…
10. Un vol sans retour

### Quatrième saison (2018)
La saison 4, composée de dix épisodes, est diffusée à partir du 3 octobre 2018 sur France 2.
1. La vie est injuste
2. Ce qui nous lie
3. Si c'était à refaire
4. D'abord ne pas nuire
5. Au risque d'aimer
6. Héritages
7. Les désenchantés
8. Ne dis jamais
9. D'une rive à l'autre
10. Cours toujours

### Cinquième saison (2019)
La saison 5, composée de douze épisodes, est diffusée sur France 2 à partir du 6 novembre 2019.
1. Chaos
2. Derrière les apparences
3. Mère et fille
4. La vie après
5. À contre-courant
6. Miroir, mon beau miroir
7. Les surhommes
8. L'éternel retour
9. Contretemps
10. En mal d'enfant
11. Le don de la vie
12. Otages

### Sixième saison (2021)
La saison 6, composée de six épisodes, est diffusée au Portugal sur RTP2 à partir du 14 janvier 2021, en France à partir du 26 mai 2021 sur France 2.
1. Résiliences
2. À nos amours
3. Le poids des souvenirs
4. Engagements
5. Crash
6. Un nouvel espoir

### Audiences
| Saison | Nombre d'épisodes | Horaire          | Diffusion         | Diffusion        | Audience (en millions) | Audience (en millions) | Audience (en millions) | Part de marché (en %) | Part de marché (en %) | Part de marché (en %) |
| Saison | Nombre d'épisodes | Horaire          | Début de saison   | Fin de saison    | Première               | Finale                 | Moyenne                | Première              | Finale                | Moyenne               |
| ------ | ----------------- | ---------------- | ----------------- | ---------------- | ---------------------- | ---------------------- | ---------------------- | --------------------- | --------------------- | --------------------- |
| 1      | 8                 | Mercredi 20 h 55 | 17 juin 2015      | 8 juillet 2015   | 3,67                   | 3,27                   | 3,38                   | 16,1                  | 15,5                  | 15,3                  |
| 2      | 10                | Mercredi 20 h 55 | 28 septembre 2016 | 26 octobre 2016  | 3,05                   | 3,55                   | 3,29                   | 13,2                  | 14,6                  | 13,9                  |
| 3      | 10                | Mercredi 20 h 55 | 18 octobre 2017   | 15 novembre 2017 | 3,55                   | 3,61                   | 3,44                   | 14,5                  | 14,5                  | 15,0                  |
| 4      | 10                | Mercredi 20 h 55 | 3 octobre 2018    | 31 octobre 2018  | 3,24                   | 2,95                   | 3,03                   | 14,3                  | 15,4                  | 14,3                  |
| 5      | 12                | Mercredi 21 h 10 | 6 novembre 2019   | 11 décembre 2019 | 2,98                   | 3,15                   | 3,06                   | 12,9                  | 15,1                  | 13,3                  |
| 6      | 6                 | Mercredi 21 h 10 | 26 mai 2021       | 9 juin 2021      |                        |                        |                        |                       |                       |                       |

### Réception critique
Pour Télé Star, Nina est la pépite de la semaine, « un remède antidéprime »[réf. nécessaire]. Pour Télécâble Sat Hebdo, Nina donnerait (presque) envie d'aller à l'hôpital et attribue trois étoiles à la série[réf. nécessaire]. Pour Télé Magazine « France 2 a trouvé son Grey's Anatomy » et indique qu'« il y aura des luttes de pouvoirs, du sang, de la sueur et des larmes au programme, mais aussi du rythme et de l’humour, une somme d’ingrédients qui devrait aller droit au cœur des téléspectateurs ». Pour Le Parisien dès les premiers épisodes les personnages sont attachants et hauts en couleur. Pour Allociné, Nina est une série « féministe et sociale » « à la croisée du réalisme et du « soap » ». Le Figaro y voit de la justesse : « les gestes, le combat de coq des chefs, un docteur Proust (Grégoire Bonnet) que l’on adore détester et une réalisation enlevée et réjouissante signée Nicolas Picard-Dreyfuss et Éric Le Roux ».  Pour TV Magazine, c'est une série « sympathique qui remonte le moral ». Le magazine souligne le charme de l'actrice principale, et attribue à la série une note de 2/4. Télé 7 jours juge que la série « pêche par sa réalisation peu dynamique et des intrigues à dormir debout », et lui attribue une note de 1/4. Seule l'actrice principale sauve la mise. Pour Isabelle Poitte, de Télérama, les scénaristes ont inventé « la caricature de l'archétype de la femme moderne indépendante » et sans défaut. Elle craint que le public trouve un peu exaspérants l’héroïne parfaite et « le monde enchanté de l'hôpital » où rien de grave n'arrive, surtout à une époque où le téléspectateur a appris à aimer des « personnages plus complexes, humains et bardés de contradictions ». Le Monde parle d'une série « plus sentimentale que chirurgicale », « où tout le monde est beau, souriant, à l’écoute du patient dans cet hôpital où règne une atmosphère rassurante, propre à retenir devant son écran n’importe quel téléspectateur sujet à l’hypocondrie. » Le quotidien y voit un ersatz de Grey's Anatomy « en plus édulcoré, plus gentillet et pépère ». Le magazine belge Moustique y remarque « des éléments narratifs qui ont fait les succès de Grey's Anatomy (le soap) et de Dr House (quête d'un diagnostic), sans en être une pâle copie » et ajoute que la série aurait mérité le réalisme d'Urgences, mais c'était sans doute trop demander à France 2 que de s'attaquer frontalement aux dysfonctionnements de l'hôpital public.   Sur Twitter, certains professionnels de la santé ne sont pas convaincus par la série. Ils se plaignent d'un manque de réalisme, comme avec ce patient de 75 ans qui est intubé après un accident vasculaire cérébral (AVC) le soir et se retrouve en forme dans sa chambre le lendemain. Plus encore, c'est la représentation du rôle de l'infirmière qui pose un problème. Bernadette Fabregras, ancienne infirmière et rédactrice en chef du site Infirmiers.com, évoque une série « affligeante » : « C'est très caricatural parce que Nina, en fait, c'est la super infirmière. Elle est partout, elle comprend tout. Les diagnostics qui ne sont pas trouvés par les médecins du service, elle, elle les comprend. On voit des gestes techniques mais vraiment de manière très, très faible. En fait, on a du mal à imaginer qu'elle est vraiment dans un corps de métier très ardu, comme c'est en réalité dans les services hospitaliers. Ce n'est pas très sérieux. »